# Annemarie Penn-te Strake

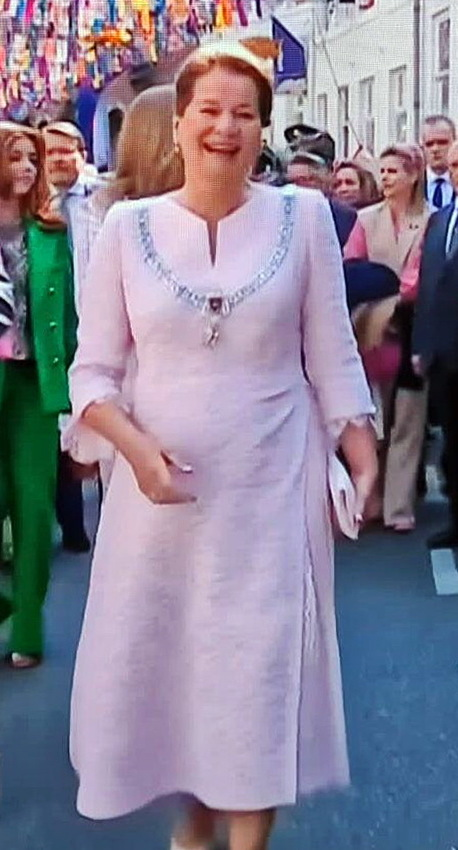
Die Bürgermeisterin am Koningsdag in Maastricht, 2022

Johanna Maria „Annemarie“ Penn-te Strake (* 31. Juli 1953 in Helmond) ist eine niederländische Juristin und Politikerin (parteilos). Sie war vom 1. Juli 2015 bis zum 1. Juli 2023 Bürgermeisterin von Maastricht.

## Karriere
Penn-te Strake wuchs in Bergen, Arnhem und Vlierden auf. Um 1970 zog sie nach Deurne. Sie besuchte das St.-Willibrord-Gymnasium in Deurne und studierte von 1971 bis 1977 Rechtswissenschaft an der Radboud-Universität Nijmegen.
Während ihres Studiums gründete sie in Deurne eine Anwaltskanzlei. Auch war Penn-te Strake in Malawi in der Entwicklungshilfe tätig. Die Niederländerin wurde 1980 Richteranwärterin und 1987 stellvertretende Richterin am Bezirksgericht Maastricht. Im Jahr 1998 wurde sie zur Vizepräsidentin dieses Gerichtes ernannt. Acht Jahre später wurde sie Oberstaatsanwältin am Landgericht in Maastricht. Im Jahr 2012 wurde sie Mitglied der Generalstaatsanwaltschaft in Den Haag. Im Jahr 2014 war Penn-te Strake die Formateurin der neuen Koalition in Maastricht. Am 23. April 2015 wurde sie vom Stadtrat als Bürgermeisterin von Maastricht nominiert und am 22. Mai ernannt.
Am 1. Juli 2015 nahm sie dieses Amt an und ist damit sowohl die erste weibliche als auch die erste parteilose Bürgermeisterin von Maastricht.

## Privat
Penn-te Strake ist eine Enkelin des Unternehmers Lambertus te Strake und des Bürgermeisters Lambert Roefs. Ihr Vater war Richter am Bezirksgericht Roermond. Der Ehemann von Annemarie te Strake, der pensionierte Chirurg Olaf Penn, war bis 2015 Vorsitzender der Senioren Partij Maastricht, der damals größten Partei im Stadtrat. Das Paar lebt in Maastricht. Penn-te Strake hat vier Kinder, die alle erwachsen sind und aus einer früheren Ehe stammen.